# Епархия Анаполиса
Епархия Анаполиса (лат. Dioecesis Anapolitanus) — епархия Римско-Католической церкви с центром в городе Анаполис, Бразилия. Епархия Анаполиса входит в митрополию Гоянии. Кафедральным собором епархии Анаполиса является церковь Милосердного Иисуса.  

## История
11 октября 1966 года Римский папа Павел VI издал буллу «De animarum utilitate», которой учредил епархию Анаполиса, выделив её из apxиепархии Гоянии.
29 марта 1989 года епархия Анаполиса передала часть своей территории епархии Лузиании.

## Ординарии епархии
- епископ Epaminondas José de Araújo † (27.10.1966 — 5.06.1978 — назначен епископом Палмейра-дуз-Индиуса);
- епископ Manuel Pestana Filho † (30.11.1978 — 9.06.2004, в отставке);
- епископ João Casimiro Wilk, O.F.M.Conv., (9.06.2004 — по настоящее время).

## Источник
- Annuario Pontificio, Ватикан, 2007
- Булла De animarum utilitate  (лат.)